# Asia Occidental
Asia Occidental, Asia del Oeste, Asia Suroccidental o Asia del Suroeste es una de las veintidós subregiones en que la ONU divide el mundo. Está compuesta por diecinueve paísesː Arabia Saudita, Armenia, Azerbaiyán, Baréin, Catar, Chipre, Emiratos Árabes Unidos, Georgia, Irak, Irán, Israel, Jordania, Kuwait, Líbano, Omán, Palestina, Siria, Turquía y Yemen. Además de los países no reconocidos: Abjasia, Artsaj, Chipre del Norte y Osetia del Sur. Sus mayores ciudades son Teherán en Irán, Estambul y Ankara en Turquía, y Riad en Arabia Saudita.
Limita al norte con el mar Negro y la cordillera del Cáucaso, al noreste con el mar Caspio que la separa de Asia Central, al este con Asia del Sur, el golfo Pérsico y el golfo de Omán, al sur con el océano Índico, y al oeste con el mar Rojo y el mar Mediterráneo. Posee una superficie de 4 607 160 km², una población de 313 428 000 hab. y una densidad de población de 35,5 hab/km².
Es prácticamente equivalente a las expresiones Oriente Medio y Oriente Próximo, que describen la posición geográfica en relación con la distancia desde Europa más que a una localización dentro de Asia. Debido a que esto se percibe como eurocentrismo, las organizaciones internacionales como las Naciones Unidas, han reemplazado los términos Medio Oriente u Oriente Próximo por Asia Occidental. Esta región y Europa son nombradas colectivamente como Eurasia Occidental.

## Geografía

### Clima

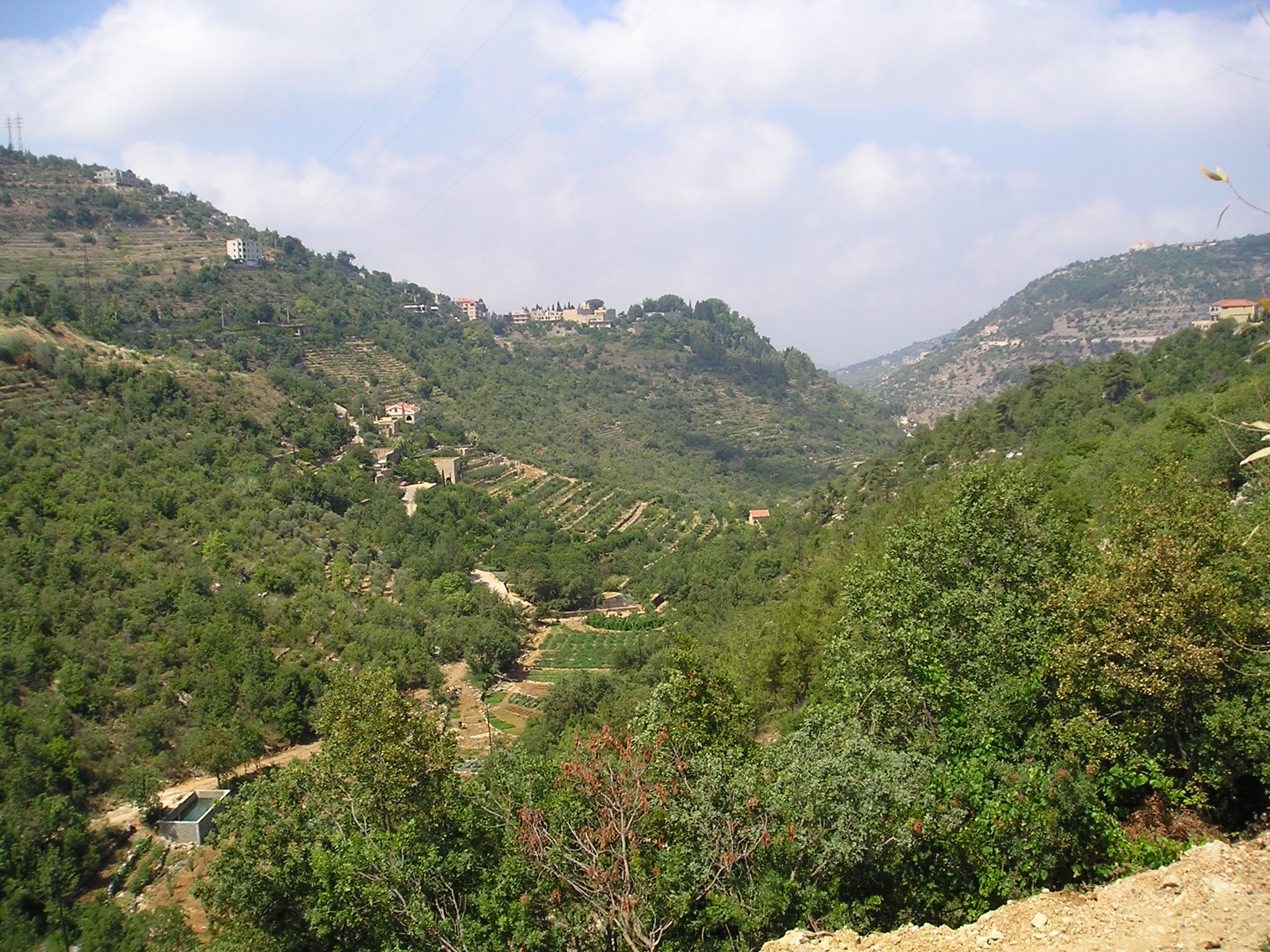
Montañas Chouf, Líbano, un valle entre Beiteddine y Deir al-Qamar.

Asia Occidental es un territorio principalmente árido y semiárido, y puede verse sometido a sequías; a pesar de ello, existen amplias extensiones de bosques y valles fértiles. La región consiste de pastos, dehesas, desiertos y montañas. La escasez de agua es un problema en muchas partes de Asia Occidental, con una población que crece rápidamente de manera que exige mayor demanda de agua, mientras que la salinización y la contaminación amenaza las reservas de agua. Los grandes ríos, incluyendo el Tigris y el Éufrates, proporcionan fuentes de irrigación de agua y apoya a la agricultura.
Hay dos fenómenos de viento en Asia Occidental: el sharqi y el shamal. El sharqi (o sharki) es un viento que viene del sur y el sureste. Es estacional, y dura desde abril hasta principios de junio, y regresa de nuevo entre finales de septiembre y noviembre. Los vientos son secos y polvorientos, con ocasionales ráfagas de hasta 80 kilómetros por hora y a menudo levantan violentas tormentas de arena y polvo que pueden llevar arena a unos miles de metros de alto, y pueden cerrar aeropuertos durante cortos períodos de tiempo. Estos vientos pueden durar un día entero al comienzo y al final de la estación, y durante varios días a mitad de la estación. El shamal es un viento veraniego noroccidental que sopla por Irak y estados del golfo Pérsico (incluyendo Arabia Saudí y Kuwait), a menudo fuerte durante el día, pero decreciendo por la noche. Este efecto atmosférico ocurre en cualquier lugar de una a varias veces al año.

### Relieve

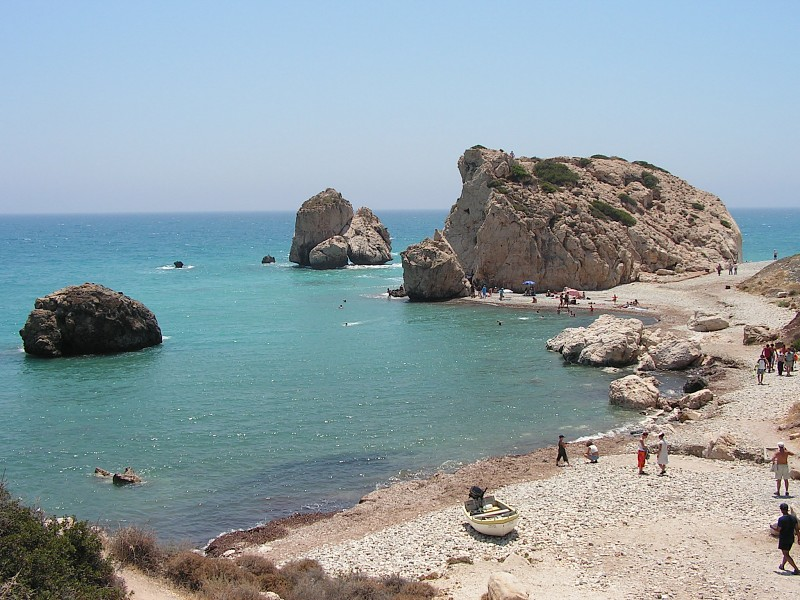
Petra tou Rominou, una formación rocosa en la costa de Pissouri, Chipre.

Mientras que Asia Occidental principalmente contiene áreas con un bajo relieve, Turquía, Irán y Yemen incluye terreno montañoso. La meseta anatolia se enmarca entre las montañas del Ponto y montes Tauro en Turquía. El monte Ararat en Turquía se alza hasta los 5.165 m s. n. m. Los montes Zagros se encuentran en Irán, en zonas a lo largo de su frontera con Irak. La Meseta Central de Irán está dividida en dos cuencas hidrográficas. La cuenca septentrional es Dasht-e Kavir (Gran Desierto Salado) y Dasht-e-Lut en la cuenca meridional.
En Yemen, las elevaciones superan los 3.700 metros en muchas regiones y las zonas de tierras altas se extienden al norte a lo largo de la costa del mar Rojo y al norte hacia el Líbano. Una zona de falla también existe a lo largo del mar Rojo, con una fisura continental creando una topografía a modo de hoya con áreas ubicadas bien por debajo del nivel del mar. El mar Muerto, ubicado a nivel del mar entre la Cisjordania, Israel y Jordania, está situado a 418 m por debajo del nivel del mar, haciendo de él el punto más bajo sobre la superficie de la Tierra.
Un gran cinturón de depresiones se encuentra en la península arábiga, desde el centro de Irak, a través de Arabia Saudí, y a Omán y el mar Arábigo. El Éufrates y el Tigris son ríos que cortan ese cinturón de tierras bajas en Irak y fluyen hacia el golfo Pérsico. Rub'al KhāLī, uno de los más grandes desiertos de arena del mundo, abarca el tercio meridional de la península arábiga en Arabia Saudí, partes de Omán, los Emiratos Árabes Unidos y Yemen. Jebel al Ajdar es una pequeña cordillera de montañas que se encuentra en el noreste de Omán, limitando con el golfo de Omán.

### Geología
Tres grandes placas tectónicas convergen en Asia Occidental, incluyendo la Africana, la Euroasiática y la Arábiga. Los límites entre las placas tectónicas llegan a la cresta Azores-Gibraltar, extendiéndose por el Norte de África, el mar Rojo y hacia Irán. La placa arábiga se mueve hacia el norte a la placa Anatolia (Turquía) en la Falla del Este de Anatolia, y el límite entre las placas Egeo y Anatolia en Turquía oriental es también activa sísmicamente.

### Recursos hídricos
Varios grandes acuíferos proporcionan agua a grandes porciones de Asia Occidental. En Arabia Saudí, dos grandes acuíferos de orígenes Paleozoico y Triásico se encuentran bajo las montañas Yabal Tuwayq y áreas al oeste del mar Rojo. Los acuíferos de origen Cretáceo y Eoceno se encuentran por debajo de grandes proporciones de Arabia Saudí central y oriental, incluyendo Wasia y Biyadh que contienen montones tanto de agua dulce como agua salada. El sistema acuífero de Nubia queda por debajo de grandes áreas del Norte de África. El proyecto Gran Río Artificial en Libia utiliza una amplia red de tuberías para transportar agua desde el acuífero nubio a sus centros de población. La recarga de agua subterránea para estos profundos acuíferos rocosos lleva miles de años, de manera que los acuíferos son esencialmente recurso no renovable. La irrigación por inundación o surcos, así como métodos de aspersión, son usados extensamente para la irrigación, cubriendo cerca de 90.000 km² cruzando Asia Occidental para agricultura.

## Países en Asia Occidental

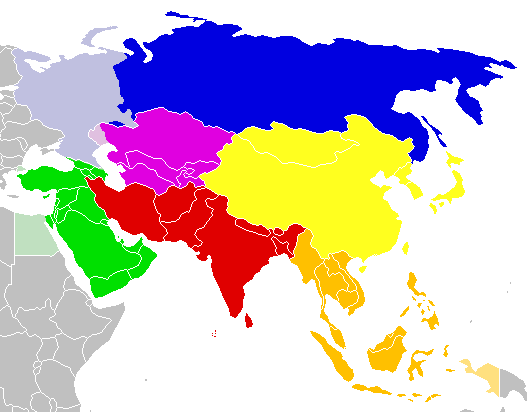
Regiones de Asia descritas por las Naciones Unidas:
Asia Septentrional
Asia Central
Asia Occidental
Asia Meridional
Asia Oriental
Sudeste Asiático

Los países y territorios de Asia Occidental según la Subregión de la ONU, enumeradas debajo:
- Arabia Saudita
- Armenia1
- Azerbaiyán (parcialmente en Europa)
- Baréin
- Chipre1
- Emiratos Árabes Unidos
- Georgia (parcialmente en Europa)
- Irán
- Irak
- Israel
- Jordania
- Kuwait
- Líbano
- Omán
- Palestina no plenamente soberano, bajo ocupación israelí
- Catar
- Siria
- Turquía (parcialmente en Europa)
- Yemen

1 Geográficamente en Asia, pero a menudo se considera parte de Europa por razones históricas y culturales. 

Aunque no están incluidas en la subregión de las Naciones Unidas de Asia Occidental, a Irán se le incluye normalmente dentro de Asia Occidental, y a veces Afganistán y Egipto (que tiene algún territorio en Asia) se incluyen en una definición más amplia de "Asia Occidental". Debería señalarse también que Afganistán puede ser considerado de Asia Central, Asia Meridional, o de Asia Occidental.

## Datos del territorio
| País, con bandera                                        | Superficie (km²) | Población (2009) | Densidad (per km²) | Capital                  | PIB nominal (2009) | Per cápita (2009)   | Moneda                               | Gobierno                                      | Idiomas oficiales |
| -------------------------------------------------------- | ---------------- | ---------------- | ------------------ | ------------------------ | ------------------ | ------------------- | ------------------------------------ | --------------------------------------------- | ----------------- |
| Anatolia:                                                |                  |                  |                    |                          |                    |                     |                                      |                                               |                   |
| Turquía1                                                 | 783.562          | 72,561.312       | 95                 | Ankara                   | $1,028 trillones   | $13.920 (est. 2008) | Lira turca                           | Democracia parlamentaria                      | Turco             |
| Península arábiga:                                       |                  |                  |                    |                          |                    |                     |                                      |                                               |                   |
| Baréin                                                   | 665              | 791.000          | 1.189              | Manama                   | $19,4 billones     | $24.500             | Dinar bahreiní                       | Monarquía constitucional                      | Árabe             |
| Kuwait                                                   | 17.820           | 3.100.000        | 174                | Ciudad de Kuwait         | $114,9 billones    | $37.000             | Dinar kuwaití                        | Monarquía constitucional hereditaria          | Árabe             |
| Omán                                                     | 212.460          | 3.200.000        | 15                 | Mascate                  | $52,3 billones     | $16.300             | Rial omaní                           | Monarquía absoluta                            | Árabe             |
| Catar                                                    | 11.437           | 1.409.000        | 123                | Doha                     | $92,5 billones     | $65.600             | Riyal catarí                         | Monarquía                                     | Árabe             |
| Arabia Saudita                                           | 1.960.582        | 28.686.633       | 15                 | Riad                     | $379,5 billones    | $13.200             | Riyal saudí                          | Monarquía absoluta                            | Árabe             |
| Emiratos Árabes Unidos                                   | 82.880           | 6.888.888        | 8                  | Abu Dabi                 | $228,6 billones    | $33.200             | Dirham de los Emiratos Árabes Unidos | Monarquía constitucional Federal              | Árabe             |
| Yemen                                                    | 527.970          | 23.580.000       | 45                 | Saná                     | $26,2 billones     | $1.100              | Rial yemení                          | República                                     | Árabe             |
| Cáucaso:                                                 |                  |                  |                    |                          |                    |                     |                                      |                                               |                   |
| Armenia                                                  | 29.800           | 3.245.900        | 109                | Ereván                   | $8,7 billones      | $2.700              | Dram armenio                         | República presidencialista                    | Armenio           |
| Azerbaiyán                                               | 86.600           | 8.922.000        | 103                | Bakú                     | $43,0 billones     | $4.900              | Manat azerí                          | República presidencialista                    | Azerí             |
| Georgia                                                  | 69.700           | 4.385.841        | 63                 | Tiflis                   | $11,0 billones     | $2500               | Lari georgiano                       | República democrática presidencialista        | Georgiano         |
| Meseta iraní:                                            |                  |                  |                    |                          |                    |                     |                                      |                                               |                   |
| Irán                                                     | 1.648.195        | 74.196.000       | 45                 | Teherán                  | $331,8 billones    | $4500               | Rial iraní                           | República islámica (una república teocrática) | Persa             |
| Levante mediterráneo:                                    |                  |                  |                    |                          |                    |                     |                                      |                                               |                   |
| Chipre                                                   | 9.250            | 801.622          | 90                 | Nicosia                  | $23,2 billones     | $28.900             | Euro                                 | República                                     | Griego, turco     |
| Irak                                                     | 438.317          | 31.234.000       | 71                 | Bagdad                   | $70,1 billones     | $2.200              | Dinar iraquí                         | Democracia parlamentaria                      | Árabe, kurdo      |
| Israel                                                   | 20.770           | 7.509.000        | 361                | Jerusalén disputado      | $194,5 billones    | $26.100             | Nuevo séquel                         | Democracia parlamentaria                      | Hebreo, árabe     |
| Jordania                                                 | 92.300           | 6.318.677        | 68                 | Amán                     | $22,5 billones     | $3.600              | Dinar jordano                        | Monarquía constitucional                      | Árabe             |
| Líbano                                                   | 10.452           | 4.224.000        | 404                | Beirut                   | $52,6 billones     | $13.700             | Libra libanesa                       | Democracia parlamentaria                      | Árabe             |
| Palestina no plenamente soberano, bajo ocupación israelí | 6.220            | 4.148.000        | 667                | Jerusalén Este disputado | $6,6 billones      | $1.600              | Dinar, libra séquel                  | República presidencialista                    | Árabe             |
| Siria                                                    | 185.180          | 21.906.00        | 118                | Damasco                  | $54,4 billones     | $2500               | Libra siria                          | República presidencialista                    | Árabe             |

### Territorios que a veces se incluyen
| País, con bandera | Superficie (km²) | Población  | Densidad (per km²) | Capital  | PIB (Total)     | Per cápita | Moneda        | Gobierno                                    | Idiomas oficiales |
| --- | ---------------- | ---------- | ------------------ | -------- | --------------- | ---------- | ------------- | ------------------------------------------- | ----------------- |
| Egipto | 1.001.449        | 77.498.000 | 77                 | El Cairo | $188,0 billones | $2.400     | Libra egipcia | República semipresidencialista (democracia) | Árabe             |
| Fuentes: - The World Factbook, Estados Unidos CIA, 15 de julio de 2008. Archivado el 25 de junio de 2014 en Wayback Machine. - Encyclopædia Britannica. Notas: 1 Las cifras para Turquía incluye Tracia Oriental, que no es una parte de Anatolia. |                  |            |                    |          |                 |            |               |                                             |                   |

## Uso en estadísticas de etnicidad
El gobierno canadiense usa "West Asian" (Asiático del Oeste) en sus estadísticas.

### Otras subregiones de Asia
- Asia del Norte Siberia
- Asia del Sur
- Asia Oriental
- Asia Central
- Sudeste Asiático

### Citas
1. ↑  United Nations Cartographic Section Web Site, División estadística de las Naciones Unidas
2. ↑  «Chapter 7: Middle East and Arid Asia». IPCC Special Report on The Regional Impacts of Climate Change: An Assessment of Vulnerability. Intergovernmental Panel on Climate Change (IPCC). 1997.
3. ↑  Taru Bahl, M H Syed, ed. (2003). Encyclopaedia of the Muslim World. Nueva Delhi: Anmol Publications. p. 20. ISBN 9788126114191. Archivado desde el original el 16 de octubre de 2011. Consultado el 1 de febrero de 2009.
4. ↑  Sweeney, Jerry J., William R. Walter. «Preliminary Definition of Geophysical Regions for the Middle East and North Africa» (PDF). Lawrence Livermore National Laboratory. Archivado desde el original el 27 de noviembre de 2007. Consultado el 14 de marzo de 2010.
5. ↑  «ASTER Image Gallery: The Dead Sea». NASA. Archivado desde el original el 6 de julio de 2011. Consultado el 14 de marzo de 2010.
6. 1 2  Beaumont (1988), p. 22
7. ↑  Muehlberger, Bill. «The Arabian Plate». NASA, Johnson Space Center. Archivado desde el original el 6 de julio de 2007.
8. 1 2 3  Beaumont (1988), p. 86
9. ↑  Beaumont (1988), p. 85
10. ↑  «Food and Agriculture Organization (FAO)».
11. ↑  The 2007 Middle East & Central Asia Politics, Economics,and Society Conference Universidad de Utah.
12. ↑  "Regional Economic Outlook: Middle East & Central Asia" mayo de 2006, Fondo Monetario Internacional.
13. ↑  CIA world factbook, Afganistán - Geografía (Ubicación: Asia Meridional) Archivado el 20 de septiembre de 2017 en Wayback Machine.
14. ↑  Center for South Asia Studies: Universidad de California, Berkeley
15. ↑  Center for South Asia Outreach UW-Madison
16. ↑  Department of South Asia Studies: Universidad de Pennsylvania
17. ↑  South Asia: Data, Projects, and Research
18. ↑  MAPS SHOWING GEOLOGY, OIL AND GAS FIELDS AND GEOLOGICAL PROVINCES OF SOUTH ASIA  Archivado el 25 de diciembre de 2013 en Wayback Machine. Incluye Afganistán y Bután
19. ↑  Afghanistan-Tajikistan Bridge Links Central, South Asia  se refiere a Afganistán como de Asia Meridional y a Tayikistán como Asia Central
20. ↑  University of Washington Jackson School of International Studies: The South Asia Center «Copia archivada». Archivado desde el original el 2 de abril de 2015. Consultado el 2 de marzo de 2015.
21. ↑  Universidad de Sircusa: The South Asia Center http://www.maxwell.syr.edu/moynihan/programs/sac/
22. ↑  «Center for South Asian Studies». Archivado desde el original el 5 de junio de 2010. Consultado el 14 de marzo de 2010.
23. ↑  http://www.brandeis.edu/registrar/catalog/one-subject.php?subject_id=6550 esta fuente admite en ciertos contextos que el Tíbet y Afganistán se encuentran en Asia Meridional
24. ↑  Organization - Center for South Asian Studies - Oscar
25. ↑  Universidad de Hawaii en Manoa | South Asia Collection
26. ↑  Rutgers, SAS South Asian Studies: - Home
27. ↑  Ethnic Origin (247), Single and Multiple Ethnic Origin Responses (3) and Sex (3) for the Population of Canada, Provinces, Territories, Census Metropolitan Areas and Census Agglomerations, 2006 Census Archivado el 8 de marzo de 2009 en Wayback Machine.
28. ↑  «Statistics Canada: Population Groups (28) and Sex (3) for the Population of Canada, Provinces, Territories, Census Metropolitan Areas and Census Agglomerations, 2006 Census». Archivado desde el original el 8 de marzo de 2009. Consultado el 14 de marzo de 2010.
29. ↑  http://www.google.com/search?q=west+asian+site%3Astatcan.ca